# Anthony Steed
Anthony Steed ist ein britischer Informatiker.

## Leben
Er ist Professor am University College London in London. Er forscht zu den Themen immersive virtuelle Umgebungen und Computergrafik. Er ist Mitautor eines bedeutenden Lehrbuchs mit dem Namen Networked Graphics: Building Networked Games and Virtual Environments. Darüber hinaus entwickelte er ein vereinfachtes Verfahren zur Latenzmessung von PowerWalls und CAVEs.

## Publikationen
- Anthony Steed, Manuel Fradinho Oliveira: Networked Graphics: Building Networked Games and Virtual Environments. Morgan Kaufmann Publishers, San Francisco 2009, ISBN 978-0-08-092223-2.
- Mel Slater, Anthony Steed, Yiorgos Chrysanthou: Computer Graphics and Virtual Environments: From Realism to Real-time. Hrsg.: Anthony Steed, Yiorgos Chrysanthou. Pearson Education, 2002, ISBN 0-201-62420-6.
- Anthony Steed: A Simple Method for Estimating the Latency of Interactive, Real-time Graphics Simulations. In: Proceedings of the 2008 ACM Symposium on Virtual Reality Software and Technology (= VRST ’08). ACM, New York 2008, S. 123–129, doi:10.1145/1450579.1450606.